# Malunguinho
Malunguinho é uma Falange espiritual afro-ameríndia presente nos terreiros de Catimbó, Toré e Umbanda, sobretudo da região nordeste do Brasil, inspirada na figura do líder João Batista, do Quilombo de Catucá.

## Origem
Pernambuco foi palco de muitas rebeliões e movimentos políticos revolucionários, como a revolução de Goiana, a junta do Beberibe em 1821, a rebelião dos Romas em 1829, entre outros movimentos que tinham como um de seus objetivos a reivindicação de liberdade. A figura do quilombo teve sua importância crucial na história, pois era um local de resistência que tinha como finalidade acolher várias pessoas, independentemente de suas crenças ou etnias, respeitando as diversas manifestações de fé. 
No século XIX, parte das terras localizadas em Olinda, no estado de Pernambuco, eram improdutivas, fato que culminou na luta pelo desenvolvimento agrário. Um dos movimentos de maior representatividade foi o dos negros do Quilombo de Cacutá, localizado nas terras conhecidas atualmente, como Engenho Utinga, no município de Abreu e Lima. Entre os anos de 1814 a 1837, os revoltosos implementaram diversas ações contra o poder local constituído, que naquele momento estava fragilizado pelos conflitos internos pelo poder e soberania. Desenvolveram técnicas de guerrilha, conhecidas até hoje como estrepes, um tipo de lança feita em madeira, que continha os invasores dos quilombos ao ser enterrada em buracos escondidos na mata. 
João Batista, um dos maiores lideres da história do quilombo, foi assassinado em uma emboscada na cidade de Abreu e Lima, conhecida na época como Maricota. Sua morte decretou o fim do Catucá em 18 setembro de 1835.

## Guerreiro Malunguinho
A história de Malunguinho começa nos registros documentais de uma forma extremamente negativa. Estas escritas documentais foram redigidas a favor da Coroa, tendo a finalidade de defender apenas os interesses do clã português. Assim, Malunguinho foi registrado como bandido, um fora da lei, um chefe de quadrilha, e assim era chamado, pois havia uma ordem de execução para aniquilar completamente quaisquer vestígio existente do chefe dos malungos. Malunguinho era taxado como bandido porque defendia os interesses da liberdade de expressão e não concordava com as ideias dos homens brancos. O nome Malunguinho era, provavelmente, um título dado ao chefe dos malungos. A liberdade e a terra era o sonho deste povo, os negros malungos eram exímios guerreiros, possuidores de varias técnicas de guerrilhas conhecidas até hoje.
Registros contam que, em uma invasão a mata para perseguir o chefe dos malungos, Malunguinho foi ferido, mas não capturado. Quase morto, conseguiu escapar e se esconder na floresta, foi resgatado por índios e curado com o poder das ervas e a sabedoria dos indígenas. Este sábio senhor adquiriu em suas atividades a necessidade de estar na mata à sabedoria da cura através das ervas. Malunguinho passou a viver um tempo na aldeia dos seus irmãos, e este período foi então de extrema importância para este lider. A soberania da essência negra com a cultura indígena despertava a magia da ciência mística da Jurema neste grande homem. Malunguinho era conhecido e temido por todos os senhores brancos, pois tinha a coragem de libertar escravos abrindo portas de cativeiros e senzalas, destrancando correntes que aprisionavam os seus irmãos de cor. Com essa atitude, recebeu um titulo de "portador de uma chave mágica", e seus adversários não sabiam como ele conseguia abrir essas trancas. A simbologia desta chave aparece mais tarde em cerimônias religiosas dentro da linha da Jurema para o culto deste grande mestre. A passagem de Malunguinho pela aldeia tinha uma finalidade espiritual, por mais que ninguém soubesse naquela época, a Jurema tinha escolhido o guardião de sua chave para tomar conta dos caminhos, tendo a responsabilidade de destrancar as estradas, sendo ele o desbravador na linha da Jurema e fazendo a ligação entre o mundo dos vivos e os ancestrais da floresta.